# Величковский, Михаил Львович
Михаил Львович Величковский (14 (26) февраля 1837 — 18 (30) декабря 1884) — генерал-майор, участник Русско-турецкой войны 1877—1878 гг., адъютант московского генерал-губернатора.

## Биография
Родился 14 (26) февраля 1837 года. Из дворян Екатеринославской губернии. На службу поступил 13 (25) мая 1854 года юнкером в Кавалергардский полк. 15 (27) ноября 1855 года произведён в корнеты, в 1859 году в поручики, в 1861 году в штабс-ротмистры и 6 (18) октября того же года назначен командиром 3-го эскадрона.
27 ноября (9 декабря) 1865 года назначен адъютантом к московскому генерал-губернатору князю Долгорукову. 27 марта (8 апреля) 1866 года произведен в полковники. В 1877 году командирован в действующую армию (см. Русско-турецкая война (1877—1878)) в распоряжение главнокомандующего. В 1878 году за отличие в деле при Телише под Плевной награждён золотым оружием. 27 марта (8 апреля) того же года отчислен к прежнему месту служения. 2 (14) февраля 1879 года за войну с турками пожалован мечами к ордену святого Владимира 3-й ст.
4 (16) апреля того же года произведен в генерал-майоры, с зачислением по армейской кавалерии и откомандирован в распоряжение Московского генерал-губернатора. В 1883 году награждён орденом святого Станислава 1-й ст. Скончался 18 (30) декабря 1884 года. Похоронен в Москве на Даниловском кладбище; могила утрачена.

## Семья
Сын коллежского советника Льва Григорьевича Величковского и Аграфены Ивановны (урожд. Гурлянд).
Брат полковника Аверкия Львовича Величковского (1836—1895).

## Награды
- Золотое оружие (1878)
- Орден Святого Владимира 3-й степени (1879)
- Орден Святого Станислава 1-й степени (1883)